# Piptospatha viridistigma
Piptospatha viridistigma är en kallaväxtart som beskrevs av S.Y.Wong, P.C.Boyce och Josef Bogner. Piptospatha viridistigma ingår i släktet Piptospatha och familjen kallaväxter. Inga underarter finns listade.